# George Robert
Pour les articles homonymes, voir Robert.
George Robert, né à Pregny-Chambésy le 15 septembre 1960 et mort à Lausanne le 14 mars 2016 d'une leucémie aigüe, est un saxophoniste genevois.

## Biographie
Il est issu d'une fratrie de sept enfants.
Après avoir étudié la clarinette au Conservatoire de musique de Genève, George Robert part en 1980 pour Boston et le Berklee College of music. Il y étudie le saxophone avec Joe Viola et y obtient un Bachelor of arts qui lui ouvre les portes de la Manhattan School of Music en 1984. Il y passe un Master of Music degree, étudiant notamment avec Phil Woods et Bob Mintzer, et commence à jouer comme freelance. Il réside à New-York et fait de rares incursions en Suisse, à l'occasion de ses tournées, jusqu'à son retour en 1995.
Sa carrière est lancée en 1984, année où il remporte le prix Outstanding Performance de Down Beat Magazine. Ce prix lui ouvre les portes du Montreux Jazz Festival, où il se produit avec son All Star Quartet. Tout d'abord composé de Buster Williams à la basse, Billy Higgins à la batterie, et Dado Moroni au piano, le quartette de George Robert se fixera définitivement à la fin des années 1980 avec Isla Eckinger à la basse et Peter Schmidlin à la batterie. De 1987 à 1992, il tourne en parallèle avec le Quintette du trompettiste Tom Harrell, avec lequel il enregistre cinq albums. Sa carrière internationale le conduit à jouer avec de nombreux orchestres, comme le Lionel Hampton Big Band, le Metropole Orchestra, ou le Phil Woods Big Band. Il enregistre également plus de cinquante albums en tant que leader, avec des musiciens de renom tels que Ray Brown, Phil Collins, Kenny Barron ou le trompettiste Clark Terry. Choisi pour diriger la  Swiss Jazz School (de) Berne en 1995, il revient en Suisse. Il fonde encore le Swiss Jazz Orchestra à Berne en 2003, et le George Robert Jazz Orchestra à Servion en 2008. Récompensé du prix de la Fondation Suisa pour la musique en 2003, George Robert se voit décerner en 2008 le grade d'Officier de l'Ordre des Arts et des Lettres de la République française. 
Il dirige depuis 2006 le département Jazz de la Haute École de Musique de Lausanne (HEMU Jazz), œuvrant ainsi à la professionnalisation des musiques actuelles et à leur rapprochement avec le répertoire classique. Il est également présent au Conseil de fondation de l'École de jazz et de musique actuelle de Lausanne (EJMA).
Il meurt le 14 mars 2016 à la suite d'une leucémie aigüe.

## Distinctions
- 2003 : Prix de la Fondation Suisa pour la musique
- 2008 :  Officier de l'ordre des Arts et des Lettres

## Sources
- « George Robert », sur la base de données des personnalités vaudoises sur la plateforme « Patrinum » de la Bibliothèque cantonale et universitaire de Lausanne.
- Trepey, Pierre, "Le dessert est un régal", 24 Heures, 1986/03/24, p. 49
- "Un jeu limpide", 24 Heures, 1988/05/28, p. 46
- "George Robert: Un alto dans le vent", 24 Heures, 1989/09/16, p. 47
- Langel, René, "Le retour de l'enfant prodige", 24 Heures, 1995/12/15, p. 53
- "George Robert décoré", Nuances, journal du Conservatoire de Lausanne, n° 30, 2009/11, p. 16.